# Ave-lira-soberba
A ave-lira-soberba (Menura novaehollandiae) é uma espécie de passeriforme grande, da família das aves-lira. Tem um comprimento de 100 cm, com plumagem castanha na parte superior do corpo e plumagem cinzenta na parte inferior.  Tem asas arredondadas e pés fortes. A ave-lira-soberba é uns dos maiores pássaros (depois do corvo-de-bico-grosso e o corvo-comum).
O macho polígamo tem uma cauda muito elegante. A cauda consiste em dezesseis penas largas, as duas mais exteriores das quais têm forma de uma lira. Dentro destas tem duas penas protetoras e doze penas largas e delicadas que parecem com a renda. Leva sete anos até que a cauda desenvolva-se completamente. Durante a exibição do cortejo o macho desdobra a cauda e lança-a para a frente por cima da sua cabeça. Depois de acasalar, a fêmea põe um só ovo no ninho, o qual tem forma de cúpula.
Esta espécie é muito conhecida pela sua magnífica capacidade de imitar muito bem quase qualquer som. O documentário A Vida das Aves (The Life of Birds em inglês) inclui uma cena famosa na que este pássaro imita, entre outras coisas, o obturador de uma câmera, o canto de uma cucaburra, o alarme de um carro, e o ruído de uma motosserra. Durante sua exibição de acasalamento, cerca de 80% dos sons que reproduz, são copiadas de outras espécies. Todas as aves da floresta são facilmente plagiadas. Todas as suas imitações são tão boas que chegam a ser uma cópia exata do original. Frequentemente animais de outras espécies imitadas, são totalmente enganadas.
Esta espécie é originária da Austrália, e habita as florestas tropicais do sul de Vitória ao sudeste de Queenslândia. Alimenta-se de animais pequenos, os quais caça por cima do chão da floresta.
Como as demais aves australianas (como o emu) ave-lira-soberba é um símbolo popular, e até encontra-se na moeda australiana de dez centavos.